# Trois Doms
Les Trois Doms est une rivière, affluent de la rive gauche de l'Avre, lui même affluent de la Somme. Cette rivière coule dans les départements de la Somme et de l'Oise.

## Géographie
Les Trois Doms est une petite rivière des départements de la Somme et de l'Oise de 17 km à 19,9 km de longueur qui prend sa source à un kilomètre au nord-est du lieu-dit la Montagne (119 m) sur la commune de Dompierre, à 83 mètres d'altitude et se jette dans l'Avre sur la commune de Pierrepont-sur-Avre, à 42 mètres d'altitude, près du lieu-dit le Pré Montignard.

### Communes et cantons traversés
Dans les deux départements de l'Oise et la Somme, les Trois Doms traversent douze communes :
- dans l'Oise : trois communes traversées : Dompierre, Domfront et le hameau de Domélien à Royaucourt
- dans la Somme : neuf communes traversées : Rubescourt, Ayencourt, Montdidier, Courtemanche, Fontaine-sous-Montdidier, Marestmontiers, Gratibus, Bouillancourt-la-Bataille, Trois-Rivières[1].

En termes de canton, Les Trois Doms prennent leur source dans le canton d'Estrées-Saint-Denis dans l'Oise, passent dans la Somme, traversent et confluent dans le canton de Roye, le tout dans les arrondissements de Clermont et de Montdidier ainsi que dans les intercommunalités communauté de communes du Plateau Picard et communauté de communes du Grand Roye.

### Toponymes
Les Trois Doms ont donné leur hydronyme aux communes Dompierre, Domfront et au lieu-dit Domélien.

### Bassin versant
Les Trois Doms traverse une seule zone hydrographique « l'Avre et le Canal de la Somme de l'écluse numéro 16 Lamotte à l'écluse numéro 17 Amiens » (E640).
Les cours d'eau voisins sont l'Avre au nord-ouest, au nord et au nord-est, le Matz à l'est et au sud-est, la Brêche au sud, le Thérain au sud-ouest, la Noye à l'ouest. 

### Organisme gestionnaire
L'organisme gestionnaire est l'AMEVA ou «syndicat mixte d'aménagement et valorisation du bassin de la Somme" ». Un SAGE ou schéma d'aménagement et de gestion des eaux est en cours d'élaboration dans le cadre de la Somme aval et cours d'eau côtiers.

## Affluents
Les Trois Doms ont quatre tronçons affluents référencés :
- la Cressonière, ou ru de Rubescourt[7] (rd[note 2]), 2,5 km sur les deux communes de Rubescourt (source) et Royaucourt (confluence).
- deux bras (donc défluents et affluents)
- la Petite Rivière, 1,4 km sur les deux communes de Gratibus et Bouillancourt-la-Bataille.

### Rang de Strahler
Le rang de Strahler des Trois Doms est donc de deux.

## Hydrologie
Son régime hydrologique est dit pluvial océanique.

## Aménagements et écologie
Les Trois Doms ont une station qualité des eaux de surface à Fontaine-sous-Montdidier.